# JAX-RS
A JAX-RS: Java API for RESTful Web Services a Java programozási nyelv egy API-ja, amely lehetővé teszi a REST architektúrájú webszolgáltatások létrehozását. A programozás során a Java SE 5-ben bevezetett annotációkat használunk az egyes paraméterek megfelelő jelölésére, ami jelentősen leegyszerűsíti a fejlesztés folyamát.
Az 1.1-es verziótól kezdve a JAX-RS hivatalos része a Java EE 6 szabványcsaládnak. A JSR 311 specifikálja. Hatalmas előnye, hogy nem szükséges semmilyen konfiguráció a használatához, csak a publikálandó metódusokat kell megjelölnünk a megfelelő annotációkkal, és a JAX-RS keretrendszere elvégzi a szükséges lépéseket, továbbá megspórolhatjuk a hagyományos webszolgáltatásoknál megszokott XML transzformációk nagy részét. A nem Java EE 6 környezetekben egy kis bejegyzést kell a deployment descriptor web.xml-jében elhelyezni.

## Specifikáció
Ahhoz, hogy egy általunk készített osztályt, amely lehet akár egy POJO is, megfelelő annotációkkal kell ellátni, amelyek a következők lehetnek:
- @Path: egy relatív útvonal, amelyen a megadott erőforrást, amely lehet egy osztály vagy annak a metódusa, elérünk.
- @GET, @PUT, @POST, @DELETE: megadja, hogy a böngésző milyen HTTP kérést használjon az erőforrás eléréséhez.
- @Produces: megadja a válasz MIME típusát.
- @Consumes: a HTTP kérés accept paraméterét állítja be, amivel szabályozhatjuk, hogy az adott erőforrásunk milyen típusú adatot fogad el.
- @PathParam, @QueryParam, @HeaderParam, @CookieParam, @MatrixParam, @FormParam: specifikálja a paraméter forrását.
  - @PathParam: az ilyen annotációval jelölt paraméter a HTTP kérés URL-jében van megadva.
  - @QueryParam: az URL kérés paraméteréből jön.
  - @HeaderParam: a HTTP kérés fejlécében levő paramétereket tudjuk ezzel az annotációval elkérni.
  - @CookieParam: a HTTP kéréshez csatolt sütiből (angolul cookie-ból) jön.
  - @MatrixParam: a kérések mátrix paramétereit  kérhetjük el ezen a módon.
  - @FormParam: a HTTP POST kérésben elküldött paramétereket tudjuk elkérni vele.

## JAX-RS 2.0
2011 januárjában a JCP létrehozta a JSR 339 szakértői csoportot, hogy kidolgozzák a JAX-RS 2.0-t. A fő cél többek között az volt hogy létrehozzanak egy közös kliens API és támogatást nyújtsanak a Hypermedia felé a REST HATEOAS alapelvet követve. 2013 májusában elérkeztek a végleges kiadási fázisba.

## Példa
A következő példában egy egyszerű REST alapú webszolgáltatás látható, amely visszaadja az URL-ben megadott név esetén a "Hello név" szöveget.
```
import
 
javax.ws.rs.GET
;

import
 
javax.ws.rs.Produces
;

import
 
javax.ws.rs.Path
;

// A "/greetings" relatív URL-en lesz elérhető ez az osztály.

@Path
(
"/greetings/{nev}"
)

public
 
class
 
GreetingsResource
 
{

    

    
// Amikor HTTP GET kérést intézünk a szerver felé a www.valami.hu/greetings URL-re,

    
// akkor az alábbi metódus fog lefutni, és az eredménye egy "plain/text" MIME típusú

    
// szöveg lesz.

    
@GET

    
@Produces
(
"text/plain"
)

    
public
 
String
 
getHello
(
@PathParam
(
"nev"
)
 
String
 
nev
)
 
{

        
return
 
"Hello "
 
+
 
nev
;

    
}

}

```

## Implementációk
- Apache CXF, egy nyílt forráskódú, az Apache Software Foundation által kezelt megvalósítás.
- Jersey, a Sun Microsystems (már Oracle) által készített környezet.
- RESTEasy, JBoss implementációja.
- Restlet, Jerome Louvel és Dave Pawson, a REST keretrendszerek úttörői által készített implementáció.
- Apache Wink, szintén az Apache Software Foundation projektje.
- WebSphere Application Server az IBM-től:
  - V7.0: a "Feature Pack for Communications Enabled Applications"-on keresztül
  - V8.0-tól: alapból támogatott
- WebLogic Application Server az Oracle-től, lásd a jegyzeteket
- Apache Tuscany (https://web.archive.org/web/20151205070713/http://tuscany.apache.org/documentation-2x/sca-java-bindingrest.html)
- Cuubez keretrendszer (https://web.archive.org/web/20190707005602/http://cuubez.com/)
- Everrest, Codenvy megvalósítása

## Fordítás
Ez a szócikk részben vagy egészben  a   JAX-RS című angol Wikipédia-szócikk ezen változatának fordításán alapul.  Az eredeti cikk szerkesztőit annak laptörténete sorolja fel. Ez a jelzés csupán a megfogalmazás eredetét és a szerzői jogokat jelzi, nem szolgál a cikkben szereplő információk forrásmegjelöléseként.